# 남동방면함대
남동방면함대(南東方面艦隊 난토토호멘칸타이[*])는 일본 제국 해군의 지역 함대로, 남동태평양에 있는 뉴브리튼섬의 라바울에 거점을 두고 멜라네시아를 중심으로 뉴기니 동쪽과 솔로몬 제도 주변에서 활동하였다.

## 역사
1942년 11월 9일, 동남태평양 지역인 뉴기니와 솔로몬 제도를 관할하는 남동방면함대가 창설되었다. 해당 관할지역을 맡고있던 제8함대와 제11항공함대, 제5특설근거지대를 전속받고 역할을 시작하였다.
1943년 11월 15일, 제9함대가 창설과 함께 남동방면함대로 편입되었다가, 이듬해 3월 25일에 남서방면함대로 전속하였다.
1944년 2월, 솔로몬 제도 전역에서 막대한 피해를 보고 트럭과 캐롤라인 제도에서 철수하였으나, 재해권과 함선을 잃은 이후에는 종전을 맞이할 때까지, 라바울과 파푸아뉴기니 부인에 경비대를 편성하여 육군의 제8방면군 잔존병력과 함께 상태유지를 위해 연합국의 공격을 막기에 급급하였다.
1945년 5월 29일, 선임자가 후임자의 지휘계통에 들어가지 않는 관습에 따라 연합함대에서 대본영 직속으로 명령체계가 바뀌었다.

## 지휘부

### 함대사령장관
1. 구사카 진이치; 1942년 11월 9일 ~ 종전

### 참모장
1. 소장 카하라 요시하라; 1942년 12월 24일 ~ 1943년 11월 29일
2. 소장 구사카 류노스케; 1943년 11월 29일 ~ 1944년 4월 6일
3. 소장 도미오카 사다토시; 1944년 4월 6일 ~ 11월 7일
4. 중장 이리후네 나오사부로; 1944년 11월 7일 ~ 종전

## 전투 서열
- 일본 제국 해군의 전투 서열 (1944년 4월 1일)#남동방면함대, 전시편제제도 개정 이후
- 일본 제국 해군의 전투 서열 (1944년 8월 15일)#남동방면함대, 마리아나 해전 이후
- 일본 제국 해군의 전투 서열 (1945년 6월 1일)#남동방면함대, 말기

고정직속
- 제8함대
- 제9함대; 1943년 11월 15일, 창설 ~ 1944년 3월 25일, 남서방면함대로 전속.
- 제11항공함대

### 1942년 12월 24일
- 직속
  - 제7잠수전대: 조게이
    - 제51잠수대: 로100, 104, 105 ,1106 ,108, 109, 110, 111
- 배속
  - 제101항공기지대

## 기록

### 소속
1. 연합함대; 1942년 11월 9일
2. 대본영; 1945년 5월 29일

### 참전
- 과달카날 전역, 1943년
- 부건빌 전역, 1943년
- 뉴브리튼 전역, 1943년
- 솔로몬 제도 전역, 1944년

## 참고
- D'Albas, Andrieu (1965). 《Death of a Navy: Japanese Naval Action in World War II》 (영어). Devin-Adair Pub. ISBN 0-8159-5302-X.
- Dull, Paul S. (1978). 《A Battle History of the Imperial Japanese Navy, 1941-1945》 (영어). Naval Institute Press. ISBN 0-87021-097-1. (가입 필요).